# خوسيه غوادالوبي كروز (لاعب كرة قدم)
خوسيه غوادالوبي كروز (بالإسبانية: José Guadalupe Cruz) (22 نوفمبر 1967 - ) هو مدرب كرة قدم ولاعب كرة قدم مكسيكي في مركز الدفاع. لعب مع أتلانتي إف سي ونادي كيريتارو.

## وصلات خارجية
- خوسيه غوادالوبي كروز على موقع قاعدة بيانات كرة القدم.إي يو (الإنجليزية)
- خوسيه غوادالوبي كروز على موقع Soccerway.com (الإنجليزية)
- خوسيه غوادالوبي كروز على موقع عالم كرة القدم.نت (الإنجليزية)